# William S. Knowles

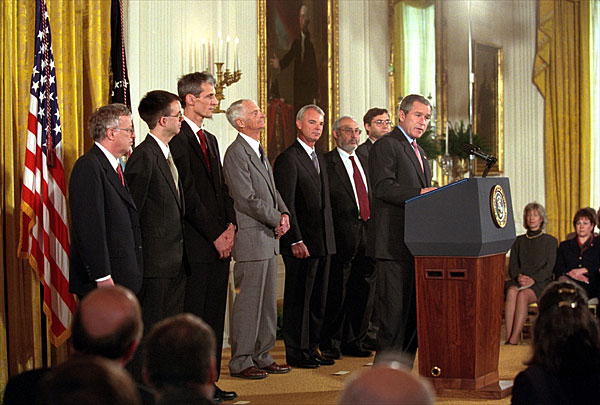
George W. Bush trifft sieben Nobelpreisträger von 2001. William S. Knowles ist der vierte von links.

William Standish Knowles (* 1. Juni 1917 in Taunton, Massachusetts; † 13. Juni 2012 in Chesterfield, Missouri) war ein US-amerikanischer Chemiker und Nobelpreisträger.

## Leben
Knowles wuchs in New Bedford auf. Er besuchte ein Internat in Berkshire in westlichen Part von Massachusetts und in Andover, wo er auch seine ersten Kontakte zur Chemie hatte.
Er studierte zunächst Chemie an der Harvard University und danach an der Columbia University bei Bob Elderfield über Steroide. Nachdem Knowles 1942 an der Columbia University bei Robert Cooley Elderfield mit der Arbeit A preliminary investigation of the constituents of Astragalus wootoni. Β-substituted-Δα, Β-butenolides of the naphthalene, indene and norcholane series promovierte, arbeitete er bis 1986 für die Monsanto Company.
1944 arbeitet er in St. Louis über Zwischenprodukte und später über DDT und Chloramphenicol. Monsanto engagierte in dieser Zeit Robert B. Woodward um die Kommerzialisierung von Cortison voranzutreiben. Knowles wurde Woodward zugeordnet, da er einen Hintergrund in der Steroid-Chemie hatte. Knowles verbrachte neun Monate in Cambridge bei Woodward. Knowles setzte seine Karriere bei Monsanto im Bereich der Forschung und Entwicklung fort, wo er bereits Mitte der sechziger Jahre auf dem Gebiet der asymmetrischen Synthese bis zu seiner Pensionierung 1986 arbeitete.
Knowles wandte asymmetrische Katalyse mit chiralen Liganden erstmals industriell bei Monsanto an in der Produktion von L-DOPA mit dem Liganden DIPAMP. Es handelte sich um eine chiral katalysierte Hydrierungsreaktion.

## Ehrungen
Knowles erhielt verschiedene Ehrungen und Preise für seine Arbeiten. So wurde er 1974 mit dem  IR 100 Awards for Asymmetric Hydrogenation ausgezeichnet und 1978 mit dem Preis der St. Louis American Chemical Society Section Award. Im Jahr 1981 erhielt er von Monsanto den Thomas and Hochwalt Award, ein Jahr später den Preis für Creative Invention der American Chemical Society. Die Organic Reactions Catalysis Society verlieh ihm 1996 den Paul N. Rylander Award. 2004 wurde Knowles in die National Academy of Sciences gewählt.
Im Jahre 2001 erhielt er den Nobelpreis für Chemie für seine Arbeiten über chiral katalysierende Hydrierungsreaktionen, zusammen mit dem Japaner Ryoji Noyori und seinem Landsmann K. Barry Sharpless.